# 让·莫内
让·奧梅爾·馬里·加布里耶·莫内（法語：： 1888年11月9日—1979年3月16日）是一位法国政治经济学家、外交家，被认为是欧洲一体化的主要设计师及欧盟创始人之一。

## 生平
莫内在法国登上政治舞台前，在经济界已具有一定的政治影响力。他曾经前往英国运动和美国从事外交活动，为欧洲统一作出突出贡献。